# Love Affair (1994)
Love Affair (br Love Affair - Segredos do Coração; pt O Amor da Minha Vida) é um filme estadunidense de 1994 do gênero drama romântico e dirigido por Glenn Gordon Caron. Refilmagem de Love Affair de 1939 estrelado por Irene Dunne e Charles Boyer e também de An Affair to Remember com Deborah Kerr e Cary Grant. Roteiro de Robert Towne e Warren Beatty, baseado no roteiro do filme de 1939 de Delmer Daves e Donald Ogden Stewart, baseado na história de Mildred Cram e Leo McCarey. A trilha sonora foi de Ennio Morricone e a direção de fotografia Conrad L. Hall.
O filme é estrelado por Beatty, Annette Bening e Katharine Hepburn, em seu último papel no cinema, com Garry Shandling, Chloe Webb, Pierce Brosnan, Kate Capshaw, Paul Mazursky e Brenda Vaccaro.

## Sinopse
Mike e Terry se conhecem em uma viagem e se apaixonam perdidamente, mas estão envolvidos com outras pessoas.

## Elenco
- Warren Beatty     ...  Mike Gambril
- Annette Bening    ...  Terry McKay
- Katharine Hepburn ...  Ginny
- Garry Shandling   ...  Kip DeMay
- Chloe Webb ...  Tina Wilson
- Pierce Brosnan ...  Ken Allen
- Kate Capshaw ...  Lynn Weaver
- Harold Ramis ...  Sheldon Blumenthal
- Ray Charles ...  Ele mesmo

## Antecedentes e produção
O filme é uma refilmagem de 1939 do filme Love Affair com Charles Boyer e Irene Dunne e do filme de 1957 An Affair to Remember, com Cary Grant e Deborah Kerr, ambos dirigidos por Leo McCarey. O nome do personagem de Terry McKay permaneceu a mesma em todos os três filmes, enquanto um diferente foi escolhido para cada um dos três principais homens.
Love Affair foi a primeira aparição na tela grande de Hepburn em quase 10 anos (embora ela tinha feito vários filmes para a TV neste momento) e marcou sua última aparição no cinema. Que inclui a única vez que ela disse a palavra "fuck" na tela. Beatty convidou pessoalmente Hepburn então com 86 anos para aparecer no filme. Ele alugou uma casa para ela em Los Angeles e teve seu dermatologista, mas ela não deu uma resposta definitiva até o dia de filmagens. Luise Rainer também foi considerado para o papel.
As filmagens ocorreram em Nova York, Los Angeles e nas ilhas de Taiti e Moorea na Polinésia Francesa.

## Recepção
O remake não foi sucesso nem de crítica nem de público. O filme arrecadou sombrios 18 milhões de dólares no mercado interno, para um orçamento de 60 milhões de dólares e obteve uma classificação de 31% no Rotten Tomatoes. O filme foi indicado para um prêmio Framboesa de Ouro, na categoria Pior Remake ou Sequência.